# Distriktvorsitzende- und Bürgermeisterwahlen in Sierra Leone 2018
Die Wahlen zu Distriktvorsitzenden und Bürgermeistern in Sierra Leone 2018 fanden am 7. März 2018, gemeinsam mit der Parlaments- und Präsidentschaftswahl, im westafrikanischen Sierra Leone statt.

## Bürgermeister
Es wurden die Bürgermeister in allen sieben Stadtgemeinden des Landes gewählt.
| Freetown               | Freetown | Freetown | Freetown      |  | Kenema             | Kenema | Kenema  | Kenema        |  | Bo                | Bo     | Bo      | Bo            |
| ---------------------- | -------- | -------- | ------------- |  | ------------------ | ------ | ------- | ------------- |  | ----------------- | ------ | ------- | ------------- |
| Kandidat               | Partei   | Stimmen  | Stimmenanteil |  | Kandidat           | Partei | Stimmen | Stimmenanteil |  | Kandidat          | Partei | Stimmen | Stimmenanteil |
| Yvonne Aki-Sawyerr     | APC      | 309.581  | 59,92 %       |  | Thomas Baio        | SLPP   | 69.359  | 85,33 %       |  | Harold Tucker     | SLPP   | 67.355  | 73,13 %       |
| Raymond Desouza George | SLPP     | 167.200  | 32,36 %       |  | Halimatu Massaquoi | APC    | 11.924  | 14,67 %       |  | Christian Johnson | APC    | 15.604  | 16,94 %       |
| Samuel Itam            | NGC      | 25.082   | 4,85 %        |  | Fatimah Dugba      | ADP    | 0       | 0             |  | Mohammed Barrie   | NDA    | 1.599   | 1,74 %        |
| Sheriff Barrie         | NDC      | 6.731    | 1,30 %        |  | Obenson Ronald     | C4C    | 0       | 0             |  | Mariama Walters   | C4C    | 1.155   | 1,25 %        |
| Sierra Leone           | C4C      | 4.151    | 0,80 %        |  | Mottia Sannoh      | CDP    | 0       | 0             |  | Koroma Omar       | CDP    | 669     | 0,73          |
| Peter Beckley          | ADP      | 2.310    | 0,45 %        |  | Ibrahim Kuyateh    | NDC    | 0       | 0             |  | Brima Tangabay    | NGC    | 0       | 0             |
| Bockarie Enssah        | CDP      | 1.571    | 0,30 %        |  | Ibrahim Gondomba   | NGC    | 0       | 0             |  |                   |        |         |               |
|                        |          |          |               |  | Alex Bockarie      | PMDC   | 0       | 0             |  |                   |        |         |               |

| Makeni          | Makeni | Makeni  | Makeni        |  | Koidu           | Koidu  | Koidu   | Koidu         |  | Port Loko        | Port Loko | Port Loko | Port Loko     |
| --------------- | ------ | ------- | ------------- |  | --------------- | ------ | ------- | ------------- |  | ---------------- | --------- | --------- | ------------- |
| Kandidat        | Partei | Stimmen | Stimmenanteil |  | Kandidat        | Partei | Stimmen | Stimmenanteil |  | Kandidat         | Partei    | Stimmen   | Stimmenanteil |
| Sunkarie Kamara | APC    | 45.059  | 89,87 %       |  | Koba Sam        | C4C    | 23.053  | 67,42 %       |  | Abubakarr Kamara | APC       | 10.617    | 81,28 %       |
| Marie Bangura   | SLPP   | 5.081   | 10,13 %       |  | Sahr Duwai      | SLPP   | 11.139  | 32,58 %       |  | Emily Gogra      | APC       | 2.456     | 18,72 %       |
| Jeneba Kamara   | C4C    | 0       | 0             |  | Sahr Sonsiama   | ADP    | 0       | 0             |  | Isatu Conteh     | C4C       | 0         | 0             |
| Mary Conteh     | CDP    | 0       | 0             |  | Sahr Jamba      | APC    | 0       | 0             |  | Limamy Kamara    | CDP       | 0         | 0             |
| Mohamed Sesay   | NGC    | 0       | 0             |  | Musa Bandagbara | CDP    | 0       | 0             |  | William West     | NGC       | 0         | 0             |
|                 |        |         |               |  | Aneto Serba     | NGC    | 0       | 0             |  |                  |           | 0         | 0             |

| Bonthe           | Bonthe | Bonthe  | Bonthe        |
| Kandidat         | Partei | Stimmen | Stimmenanteil |
| ---------------- | ------ | ------- | ------------- |
| Sylvester Goba   | APC    | 0       | 0             |
| Solomon Sawyerr  | C4C    | 0       | 0             |
| Mathew Kainyande | CDP    | 0       | 0             |
| Layemin Sandi    | SLPP   | 0       | 0             |